# Luis Gamíz
Luis Javier Gamíz Ávila (Tijuana, Baja California; 4 de abril de 2000) es un futbolista mexicano. Su posición es Mediocampista y su actual club es el Dorados de Sinaloa de la Liga de Expansión MX.

## Trayectoria

### Inicios y Club Tijuana
Empezó su carrera desde fuerzas básicas en el Club Tijuana, pasando por las categorías, Sub-13 hasta Sub-20, incluyendo también participación en la Segunda División de México con el Club Tijuana Premier.
Su debut en el primer equipo se da en un partido de la Copa MX, el día 25 de julio de 2018 ante el FC Juárez, entrando de cambio al minuto 45.
Hace su debut en la Liga MX el día 4 de mayo de 2019 de la mano del entrenador colombiano Óscar Pareja en el Estadio Caliente ante el Club Puebla.

### Dorados de Sinaloa
El 24 de mayo de 2022 se hace oficial su incorporación a los Dorados de Sinaloa. Su debut con el equipo fue el 26 de junio ante el Tepatitlán FC arrancando como titular y completando todo el encuentro, al final su equipo terminaría perdiendo el partido por 2-0.

## Selección nacional

### Categorías inferiores
El 14 de noviembre de 2017 Gamíz es incluido en la lista definitiva de jugadores qué disputarían la Copa Mundial de Fútbol Sub-17 de 2017 en la India.

### Participaciones en fases finales
| Torneo                            | Categoría | Sede   | Resultado        | Partidos | Goles |
| --------------------------------- | --------- | ------ | ---------------- | -------- | ----- |
| Campeonato de la Concacaf de 2017 | Sub-17    | Panamá | Campeón          | 3        | 0     |
| Copa Mundial 2017                 | Sub-17    | India  | Octavos de final | 4        | 0     |

## Estadísticas

### Clubes
Actualizado al último partido jugado el 10 de abril de 2024.
| C. Tijuana · México               | 1.ª                 | 2018-19             | 1  | 0 | 4  | 0 | - | - | 5  | 0 | 0.00 |
| C. Tijuana · México               | 1.ª                 | 2019-20             | 0  | 0 | 8  | 0 | - | - | 8  | 0 | 0.00 |
| C. Tijuana · México               | 1.ª                 | 2020-21             | 10 | 0 | 2  | 0 | - | - | 12 | 0 | 0.00 |
| C. Tijuana · México               | 1.ª                 | 2021-22             | 3  | 0 | -  | - | - | - | 3  | 0 | 0.00 |
| C. Tijuana · México               | Total               | Total               | 14 | 0 | 14 | 0 | 0 | 0 | 28 | 0 | 0.00 |
| Dorados · México                  | 2.ª                 | 2022-23             | 25 | 0 | -  | - | - | - | 25 | 0 | 0.00 |
| Dorados · México                  | 2.ª                 | 2023-24             | 14 | 0 | -  | - | - | - | 14 | 0 | 0.00 |
| Dorados · México                  | Total               | Total               | 39 | 0 | 0  | 0 | 0 | 0 | 39 | 0 | 0.00 |
| Total en su carrera               | Total en su carrera | Total en su carrera | 53 | 0 | 14 | 0 | 0 | 0 | 67 | 0 | 0.00 |
| (1) Incluye datos de Copa México. |                     |                     |    |   |    |   |   |   |    |   |      |